# Maximilian Eugen von Klatte
Maximilian Eugen von Klatte (* 27. Dezember 1824 in Berlin; † 17. Mai 1893 in Wernrode, Kreis Grafschaft Hohenstein) war ein Kreisdeputierter der Deutschkonservativen Partei und Hauptmann a. D.

## Werdegang
- 27. Dezember 1824 in Berlin geboren
- 1842 Sekondeleutnant im Kadettenkorps Infanterie-Regiment „Fürst Leopold von Anhalt-Dessau“ (1. Magdeburgisches) Nr. 26
- 25. Januar 1853 ⚭ mit Anna Wilhelmine Faber, geb. am 18. September 1834 in Magdeburg
- 1854 Premierlieutenant später Hauptmann[2]
- 21. Mai 1855 Kaufvertrag zum Rittergut Wernrode und des adeligen Gutes Hopperode zwischen Max Klatte Premierlieutenant a. D. und den Erben des Hauptmanns Johann Friedrich von Biela.[3]
- 1. Juli 1863 Mitgesellschafter der Zuckerfabrik Wolkramshausen Schreiber u. Co.[4]
- 10. Januar 1874 Reichstagswahl, Maximilian Klatte, Deutschkonservative Partei, im Wahlkreis Nordhausen 1763 Stimmen (29,6 %), in Nordhausen 199 Stimmen (9,3 %).[5]
- 1874 und 1877 Amtsvorsteher und Standesbeamter im Amtsbezirk Wolkramshausen
- 16. Mai 1876 war Kurgast in Karlsbad
- 1878 wurde er Direktionalgehilfe und von 1881 bis zu seinem Tod war er Beisitzer im Direktorium im Landwirtschaftlichen Zentralverein der Provinz Sachsen.
- 9. Januar 1883 bis zu seinem Tod war er Bezirkseisenbahnrat der königlichen Eisenbahndirektion Bezirk Frankfurt am Main.
- 28. Oktober 1884 Reichstagswahl, Maximilian Klatte, Rittergutsbesitzer in Wernrode (Deutschkonservative Partei), in Nordhausen 887 Stimmen, 20,9 %[6]
- 27. Januar 1886 in den Adelstand erhoben durch Wilhelm I., König von Preußen
- 17. Mai 1893 gestorben und begraben auf der "Heimstätte" in Wernrode.

## Familie

### Eltern
Die evangelische Familie Klatte stammte aus Schlesien.
- Ernst Friedrich Carl Christian Klatte[7], 18. Juni 1774 in Breslau, gest. 1. Dezember 1835 in Bonn am Rhein, Premierlieutenant und Rittmeister a. D..sowie Schriftsteller zur Hippologie[8]
- Antonie geb. von Heydebrand, gest. 8. September 1838 in Berlin

### Sohn Karl
- Karl Eugen, geb. am 2. November 1853 in Magdeburg, († 1898), Rittmeister und Eskadronchef im Ulanen-Regiment „Hennigs von Treffenfeld“ (Altmärkisches) Nr. 16
- ⚭ am 12. Oktober 1881 in Berlin mit Hedwig Elisabeth (geb. Simon), geb. am 16. Oktober 1859 in Berlin, († 1928)
- Margarethe Anna Elisabeth, geb. am 2. November 1883 in Mühlhausen
- Elsbeth Minna Jutta, geb. am 1. Juni 1886 in Mühlhausen

### Tochter Antonie
- Antonie Anna Bertha, (* 17. November 1854 in Wernigerode; † 28. August 1922 in Dresden)
- ⚭ am 12. Oktober 1875 mit Kurt von Borcke, Major im 3. Thüringisches Infanterie-Regiment Nr. 71
- Else Klara Anna Wilhelmine, geb. 2. August 1876 in Wernrode, gest. 8. April 1957 in Potsdam ⚭ 5. Oktober 1895 Johannes von Dassel (1863–1928), General der Infanterie der Reichswehr
- Max Philipp Mathias Ludwig Hans, geb. 9. Februar 1880, gest. 19. März 1954, Premierleutnant im Infanterie-Regiment Nr. 91, Regierungsrat ⚭ 1910 Adelheid Alberti (* 1884)

## Wappen von 1886
In blau drei (2:1) entwurzelte goldenen Baumstümpfe. Auf dem gekrönten Helme mit blau-goldenen Decken eine wachsende goldene Schlange zwischen offenem, mit je einem goldenen Baumstumpfe belegten blauen Fluge.

## Ruhestätte der Familie von Klatte "Die Heimstätte"
Familie von Klatte ließ sich 1877 eine eigene Begräbnisstätte, die sogenannte „Heimstätte“, in der Nähe des Junkerteiches anlegen. Die Eingangspforte bestand aus behauenen Buntsandsteinsäulen, schmiedeeisernem Tor, Zaun und einer abschließenden Mauer, an der ringsherum Bäume gepflanzt waren.
- Fräulein Julie Schönner (1878)
- Hauptmann Maximilian Eugen von Klatte († 17. Mai 1893)
- Karl Eugen von Klatte († 1898)
- Anna Wilhelmine von Klatte († 9. Dezember 1899)
- Hedwig Elisabeth von Klatte geb. Simon († 1928)
- Kindergrab Lackmann

Auf dem Gelände der Heimstätte entstand, mit dem Bau des Kinder-Ferienlagers „Gladys Marín“, eine Doppelgarage.